# Hodonice (okres Tábor)
Hodonice (německy Hodonitz) jsou obec v okrese Tábor v Jihočeském kraji. Žije v ní 134 obyvatel.

## Historie
První písemná zmínka o obci pochází z roku 1268.

## Přírodní poměry
Západně od vesnice protéká potok Židova strouha. Část jeho údolí je chráněna jako přírodní památka Židova strouha.

## Obyvatelstvo
| Rok            | 1869 | 1880 | 1890 | 1900 | 1910 | 1921 | 1930 | 1950 | 1961 | 1970 | 1980 | 1991 | 2001 | 2011 | 2021 |
| -------------- | ---- | ---- | ---- | ---- | ---- | ---- | ---- | ---- | ---- | ---- | ---- | ---- | ---- | ---- | ---- |
| Počet obyvatel | 339  | 342  | 323  | 323  | 351  | 334  | 340  | 274  | 253  | 208  | 146  | 113  | 129  | 142  | 120  |
| Počet domů     | 47   | 50   | 50   | 49   | 53   | 55   | 70   | 75   | 65   | 60   | 56   | 71   | 74   | 78   | 78   |

## Obecní správa
Při sčítání lidu v letech 1850–1974 byly Hodonice obcí v okrese Milevsko (1850–1930), posléze v okrese Týn nad Vltavou (1950) a později v okrese Tábor. Od 1. ledna 1975 do 23. listopadu 1990 patřily jako část obce k Březnici a od 24. listopadu 1990 jsou opět samostatnou obcí.

### Obecní symboly
Znak a vlajka byly obci uděleny rozhodnutím předsedy Poslanecké sněmovny Parlamentu České republiky dne 5. března 2015.

## Pamětihodnosti
- Venkovské usedlosti čp. 1, 3, 7, 8, 9, 20 a 30